# Liste der Träger des Ritterkreuzes des Eisernen Kreuzes der Räumbootflottillen
Die nachfolgende Liste der Träger des Ritterkreuzes des Eisernen Kreuzes der Räumbootflottillen beinhaltet alle 17 in der Literatur erwähnten Verleihungen des Ritterkreuzes des Eisernen Kreuzes an Angehörige der Räumbootflottillen der Kriegsmarine von Mai 1940 bis Mai 1945. Keiner der Angehörigen der Räumbootflottillen wurde mit dem Eichenlaub zum Ritterkreuz des Eisernen Kreuzes ausgezeichnet.
Die bzgl. Verleihungen erfolgreichste Flottille war die 1. Räumbootsflottille, wo sowohl zwei der sieben Flottillenchefs, 2 Kommandanten eines Räumbootes und ein Flotteningenieur mit dem Ritterkreuz des Eisernen Kreuzes ausgezeichnet wurden.
In der 2. Räumbootsflottille wurden vier der fünf Flottillenchefs; bis auf Hans John; mit dem Ritterkreuz des Eisernen Kreuzes ausgezeichnet.
Gerhard von Kamptz erhielt später als Fregattenkapitän und Chef der 8. Minensuchflottille das Eichenlaub zum Eisernen Kreuz verliehen.

## Verleihungsübersicht

### 1940
| Nummer | Name                                                 | Ritterkreuz     | Eichenlaub     | Position bei der Verleihung                                    | Letzter Dienstgrad in der Marine |
| 1.     | Kapitänleutnant (Ing) Erich Grundmann                | 31. Mai 1940    |                | Flotteningenieur der 1. Räumbootsflottille                     | Kapitän zur See (Bundesmarine)   |
| 2.     | Stabsobersteuermann Arthur Godenau                   | 31. Mai 1940    |                | Kommandant von R 17 in der 1. Räumbootsflottille               | Kapitänleutnant (Kriegsmarine)   |
| 3.     | Stabsobersteuermann Karl Rixecker                    | 31. Mai 1940    |                | Kommandant von R 23 in der 1. Räumbootsflottille               | Kapitänleutnant (Kriegsmarine)   |
| 4.     | Korvettenkapitän/Fregattenkapitän Gerhard von Kamptz | 6. Oktober 1940 | 14. April 1943 | Chef der 2. Räumbootsflottille; Chef der 8. Minensuchflottille | Kapitän zur See (Kriegsmarine)   |

### 1941
| Nummer | Name                               | Ritterkreuz       | Eichenlaub | Position bei der Verleihung    | Letzter Dienstgrad in der Marine |
| 5.     | Korvettenkapitän Gustav Forstmann  | 28. Juli 1941     |            | Chef der 1. Räumbootsflottille | Kapitän zur See (Bundesmarine)   |
| 6.     | Kapitänleutnant Werner Dobberstein | 4. September 1941 |            | Chef der 5. Räumbootsflottille | Korvettenkapitän (Bundesmarine)  |

### 1942
| Nummer | Name                             | Ritterkreuz      | Eichenlaub | Position bei der Verleihung    | Letzter Dienstgrad in der Marine |
| 7.     | Korvettenkapitän Jost Brökelmann | 14. Juni 1942    |            | Chef der 2. Räumbootsflottille | Kapitän zur See (Bundesmarine)   |
| 8.     | Korvettenkapitän Waldemar Holst  | 3. Dezember 1942 |            | Chef der 4. Räumbootsflottille | Kapitän zur See (Bundesmarine)   |

### 1943
| Nummer | Name                             | Ritterkreuz       | Eichenlaub | Position bei der Verleihung     | Letzter Dienstgrad in der Marine |
| 9.     | Korvettenkapitän Otto Maurer     | 3. Juli 1943      |            | Chef der 12. Räumbootsflottille | Korvettenkapitän (Kriegsmarine)  |
| 10.    | Kapitänleutnant Helmut Klassmann | 22. Dezember 1943 |            | Chef der 3. Räumbootsflottille  | Kapitänleutnant (Kriegsmarine)   |

### 1944
| Nummer | Name                             | Ritterkreuz       | Eichenlaub | Position bei der Verleihung     | Letzter Dienstgrad in der Marine |
| 11.    | Kapitänleutnant Wilhelm Anhalt   | 3. Juli 1944      |            | Chef der 4. Räumbootsflottille  | Fregattenkapitän (Bundesmarine)  |
| 12.    | Kapitänleutnant Herbert Nau      | 11. Juli 1944     |            | Chef der 10. Räumbootsflottille | Korvettenkapitän (Kriegsmarine)  |
| 13.    | Korvettenkapitän Georg Pinkepank | 12. August 1944   |            | Chef der 2. Räumbootsflottille  | Fregattenkapitän (Bundesmarine)  |
| 14.    | Kapitänleutnant Alfred Muser     | 12. August 1944   |            | Chef der 8. Räumbootsflottille  | Kapitänleutnant (Kriegsmarine)   |
| 15.    | Kapitänleutnant Otto Nordt       | 6. September 1944 |            | Chef der 14. Räumbootsflottille | Korvettenkapitän (Bundesmarine)  |

### 1945
| Nummer | Name                               | Ritterkreuz  | Eichenlaub | Position bei der Verleihung    | Letzter Dienstgrad in der Marine |
| 16.    | Kapitänleutnant Carl Hoff          | 28. Mai 1945 |            | Chef der 1. Räumbootsflottille |                                  |
| 17.    | Kapitänleutnant Hans Joachim Merks | 28. Mai 1945 |            | Chef der 2. Räumbootsflottille | Kapitänleutnant (Kriegsmarine)   |